# Distanță unghiulară
Distanța unghiulară este unghiul format de două puncte ale unui cerc, vârful unghiului fiind centrul cercului. Distanța unghiulară se exprimă de obicei în radiani. Ea poate fi exprimată și în alte unități de măsură pentru unghiuri (grade, minute, secunde).
Astfel se poate spune că latitudinea unui punct sau a unui obiect de pe Terra este distanța sa unghiulară în raport cu ecuatorul (ex : Nord 48° 34' 53"), în timp ce longitudinea sa este distanța sa unghiulară în raport cu meridianul Greenwich (ex : Est 3° 26' 12").